# Sporobolus temomairemensis
Sporobolus temomairemensis là một loài thực vật có hoa trong họ Hòa thảo. Loài này được Judz. & P.M.Peterson miêu tả khoa học đầu tiên năm 1989.